# Mendiolaza
Mendiolaza är en ort i Argentina.   Den ligger i provinsen Córdoba, i den centrala delen av landet, 700 km nordväst om huvudstaden Buenos Aires. Mendiolaza ligger 540 meter över havet och antalet invånare är 4 204.
Terrängen runt Mendiolaza är platt åt sydost, men åt nordväst är den kuperad. Runt Mendiolaza är det mycket tätbefolkat, med 2 345 invånare per kvadratkilometer.. Närmaste större samhälle är Córdoba, 19,8 km sydost om Mendiolaza.
Runt Mendiolaza är det i huvudsak tätbebyggt.